# Janez Svoljšak
Janez Svoljšak (* 28. října 1993 – 15. července 2019, Karákóram) byl slovinský horolezec a reprezentant v ledolezení z klubu AO PD Kranj, mistr Evropy a první slovinský juniorský mistr světa v ledolezení na obtížnost.
Zemřel během expedice v základním táboře pod horou Tahu Rutum v pohoří Karákóram.

## Výkony a ocenění
- 2012 – první účast na světovém poháru
- 2013 – vítěz otevřeného mistrovství Severní Ameriky (Bozeman, Montana)
- 2013 – vítěz Drytool cupu v Brně
- 2013 – bronz na mistrovství světa v ledolezení
- 2014 – první slovinský juniorský mistr světa v ledolezení
- 2017 – mistr Evropy v ledolezení
- 2018 – Bloudkova plaketa

### Závodní výsledky
| Mistrovství světa v ledolezení | Mistrovství světa v ledolezení | Mistrovství světa v ledolezení |
| Rok                            | 2015                           | 2017                           |
| ------------------------------ | ------------------------------ | ------------------------------ |
| Obtížnost                      | 13                             | 4                              |

| Světový pohár v ledolezení | Světový pohár v ledolezení | Světový pohár v ledolezení | Světový pohár v ledolezení | Světový pohár v ledolezení | Světový pohár v ledolezení | Světový pohár v ledolezení | Světový pohár v ledolezení |
| Rok                        | 2012                       | 2013                       | 2014                       | 2015                       | 2016                       | 2017                       | 2018                       |
| -------------------------- | -------------------------- | -------------------------- | -------------------------- | -------------------------- | -------------------------- | -------------------------- | -------------------------- |
| Obtížnost                  | 0                          | 25                         | 7                          | 18                         | 3                          | 7                          | —                          |
| jednotlivě (x/x/x)*        | ?                          | 31,20,-,-,8                | -,11,7,6,9                 | 9,8,30,13,-,25             | 7,6,,                      | 8,5,6,5,9                  | —                          |

* pozn.: napravo jsou poslední závody v roce
| Mistrovství Evropy v ledolezení | Mistrovství Evropy v ledolezení | Mistrovství Evropy v ledolezení | Mistrovství Evropy v ledolezení |
| Rok                             | 2014                            | 2016                            | 2018                            |
| ------------------------------- | ------------------------------- | ------------------------------- | ------------------------------- |
| Obtížnost                       | 8                               | 1                               | —                               |

| Mistrovství světa juniorů v ledolezení | Mistrovství světa juniorů v ledolezení | Mistrovství světa juniorů v ledolezení |
| Rok                                    | 2013 U22                               | 2014 U22                               |
| -------------------------------------- | -------------------------------------- | -------------------------------------- |
| Obtížnost                              | 3                                      | 1                                      |